# Donald McIntyre
Sir Donald McIntyre (Auckland, 22 ottobre 1934) è un basso-baritono neozelandese.

## Biografia
Donald McIntyre ha fatto il suo debutto sulle scene nel 1959, cantando il ruolo di Zaccaria nel Nabucco alla Welsh National Opera. Nel 1964 originò il ruolo dello Straniero nell'opera di Gian Carlo Menotti Martin's Lie a Bath, mentre nel 1967 fece il suo debutto alla Royal Opera House nel Fidelio. Nel corso della sua carriera ha cantato in molti dei maggiori teatri d'opera del mondo, tra cui il Bayreuth Festival, il Teatro alla Scala e alla Metropolitan Opera House, dove fece il suo debutto nel 1975 come Wotan in Das Rheingold.
È proprio all'opera di Wagner che si legano i maggiori successi di McIntyre, che nel 1976 fu scelto per interpretare Wotan nel Jahrhundertring, la messa in scena integrale dell'Anello del Nibelungo al Festival di Bayreuth con la direzione musicale di Pierre Boulez per celebrare il centesimo anniversario del debutto della tetralogia. L'interpretazione di McIntyre fu immortalata su DVD e gli valse il Premio Grammy per la migliore incisione di un'opera nel 1983.
La filmografia del basso-baritono comprende anche L'olandese volante (1974; direzione musicale di Wolfgang Sawallisch), Elettra (James Levine, 1980) e I maestri cantori di Norimberga (Charles Mackerras, 1988).